# Krajowy Związek Rolników, Kółek i Organizacji Rolniczych
Krajowy Związek Rolników, Kółek i Organizacji Rolniczych (KZRKiOR) – ogólnopolskie, niezależne i samorządne zrzeszenie społeczno-zawodowych organizacji rolników, które funkcjonują na zasadach dobrowolności. Krajowy Związek zrzesza obowiązkowo kółka rolnicze i związki rolników, kółek i organizacji rolniczych, a dobrowolnie również rolnicze zrzeszenia branżowe i ich związki. Posiada osobowość prawną, ponadto z mocy ustawy stanowi naczelną reprezentację rolników indywidualnych, a także pełni rolę związku rewizyjnego dla zrzeszonych organizacji. 

## Ustanowienie Krajowego Związku
Na podstawie z 1982 r. o społeczno-zawodowych organizacjach rolników ustanowiono Krajowy Związek. Rozporządzeniem Rady Ministrów z 1983 r. w sprawie wykonania niektórych przepisów ustawy o społeczno-zawodowych organizacjach rolników określono sposoby wykonania przepisów ustawy. Jednolity tekst ustawy znalazł odzwierciedlenie w obwieszczenie Marszałka Sejmu Rzeczypospolitej Polskiej z 2024 r.

## Statut Krajowego Związku
Statut Krajowego Związku jest uchwalany przez krajowy zjazd delegatów kółek rolniczych, związków rolników, kółek i organizacji rolniczych oraz innych zrzeszonych w nim organizacji. Krajowy zjazd uchwala także zmiany w statucie.
W wypadku uchwalenia zmiany statutu dotychczasowego bądź nowego statutu, do czasu ich rejestracji obowiązuje statut dotychczasowy.

## Szczegółowy zakres statutu Krajowego Związku
Statut Krajowego Związku powinien określać w szczególności:
- cele i zadania Krajowego Związku;
- szczegółowe zasady, zakres i tryb jego działania;
- prawa i obowiązki organizacji członkowskich;
- sposób ustanawiania składek członkowskich;
- organy Krajowego Związku, tryb i zasady ich wyboru, okres kadencji, kompetencje, tryb działania oraz odwoływania członków tych organów przed upływem kadencji;
- warunki podejmowania i ważności uchwał organów Krajowego Związku;
- sposób reprezentowania Krajowego Związku na zewnątrz oraz zaciąganie przez ten Związek zobowiązań majątkowych;
- majątek i fundusze Krajowego Związku oraz zasady gospodarowania tym majątkiem i funduszami;
- sposób zmiany statutu.

Statut Krajowego Związku podlega rejestracji.

## Uprawnienia Krajowego Związku
Krajowy Związek jest organem lustracyjnym kółek rolniczych, związków rolników, kółek i organizacji rolniczych oraz zrzeszonych w nim rolniczych zrzeszeń branżowych i związków rolniczych zrzeszeń branżowych. W wykonaniu zadań Krajowy Związek uprawniony jest do przeprowadzania lustracji organizacji wymienionych w tym przepisie; lustracja obejmuje badanie wszystkich rodzajów działalności tych organizacji pod względem legalności, celowości, gospodarności i rzetelności.
Krajowy Związek może upoważnić określone wojewódzkie związki rolników, kółek i organizacji rolniczych oraz zrzeszone w nim krajowe związki rolniczych zrzeszeń branżowych do wykonywania w imieniu Krajowego Związku lustracji określonych organizacji rolników.
Na podstawie wyników lustracji Krajowy Związek uprawniony jest do stawiania wniosków i zaleceń polustracyjnych. Wyniki lustracji rozpatruje najbliższe po przeprowadzeniu lustracji walne zebranie (zjazd) danej organizacji. Krajowy Związek, w wyniku przeprowadzonej lustracji, może zalecić zwołanie nadzwyczajnego walnego zebrania (zjazdu).
Krajowy Związek określa zasady, zakres i tryb przeprowadzania lustracji oraz obowiązki organizacji związane z lustracją.
Rada Ministrów, w drodze rozporządzenia, określa organy właściwe do przeprowadzania lustracji rolniczych zrzeszeń branżowych i związków rolniczych zrzeszeń branżowych niezrzeszonych w Krajowym Związku oraz zasady, zakres i tryb przeprowadzania lustracji przez te organy.

## Kierunki działalności Krajowego Związku
Krajowy Związek udziela pomocy organizacjom rolników, zaś w szczególności może:
- inicjować i udzielać pomocy w rozwijaniu i wdrażaniu postępu rolniczego, technicznego i socjalnego w gospodarstwach rolnych,
- udzielać pomocy w podnoszeniu produkcji gospodarstw rolnych oraz rozwijaniu przez nie specjalizacji i kooperacji,
- udzielać rolnikom rady i pomocy w wyborze oraz stosowaniu racjonalnych form i metod gospodarowania, stosowaniu właściwych zabiegów i środków agrotechnicznych, zootechnicznych oraz
- echnologii w produkcji rolniczej, przechowalnictwie i przetwórstwie,
- udzielać pomocy w prawidłowej organizacji gospodarstw i prowadzeniu rachunkowości rolnej,
- rozwijać różnorodne formy współdziałania produkcyjnego i pomocy sąsiedzkiej,
- upowszechniać wiedzę zawodową i społeczną wśród rolników oraz młodzieży wiejskiej,
- uczestniczyć w organizowaniu praktyk rolniczych dla uczniów i studentów szkół rolniczych,
- organizować porady prawne na rzecz rolników,
- inicjować działania zmierzające do poprawy warunków życia i pracy ludności wiejskiej,
- udzielać pomocy rodzinom wiejskim w wychowywaniu i kształceniu oraz zapewnianiu właściwego wypoczynku dzieciom i młodzieży wiejskiej,
- podejmować działania w zakresie poprawy stanu zdrowia ludności wiejskiej oraz opieki społecznej na wsi,
- upowszechniać racjonalne metody prowadzenia gospodarstw domowych i żywienia rodziny,
- oddziaływać na kształtowanie etyki zawodowej i podnoszenie społecznej rangi zawodu rolnika,
- rozwijać działalność oświatową i kulturalną na wsi.

## Prezesi
- Janusz Maksymiuk (1989–1999)[5]
- Władysław Serafin (1999 – )[5]